# Edwin Beard Budding
Edwin Beard Budding (né à Stroud en 1795 et mort dans la même ville en 1846) est un ingénieur britannique inventeur de la tondeuse à gazon (1830) et de la clé à molette.